# لئو سوتورنیک
لئو سوتورنیک (انگلیسی: Leo Sotorník; ۱۱ آوریل ۱۹۲۶ – ۱۴ مارس ۱۹۹۸) ژیمناست هنری اهل جمهوری چک بود.